# فلای این ایکرز (کالیفرنیا)
فلای این ایکرز (به انگلیسی: Fly-In Acres) یک منطقهٔ مسکونی در ایالات متحده آمریکا است که در شهرستان کالاوراس، کالیفرنیا واقع شده‌است. فلای این ایکرز ۱٬۱۷۶ متر بالاتر از سطح دریا واقع شده‌است.